# Muga
La Muga (en français Mouga) est un fleuve orienté est-ouest qui prend sa source dans les Pyrénées et se jette dans la Méditerranée.

## Toponymie
La Muga est mentionnée pour la première fois au IIe siècle sous le nom Sambroka. Au IXe siècle, des textes citent Sambuca ou Samb(r)uca. Ce mot pourrait venir du basque Muga signifiant la frontière, la limite. Mais il pourrait aussi provenir soit de Sambre qui a donné de nombreux autres hydronymes, soit du latin : Sambuca (machine de guerre) ou Sambucus (sureau).

## Géographie
La Muga prend sa source près du Pla de la Muga (1 186 mètres d'altitude), au sud de Montnegre (1 425 m). De part et d'autre de son cours, elle sépare sur une distance 5,5 km, depuis l'Hostal de la Muga, la France et l'Espagne, à la limite entre le Vallespir et le Haut-Ampurdan.
Elle reçoit principalement les eaux de la zone axiale des Pyrénées (Roc de France), du massif des Salines, celui des Albères. Elle transporte entre les vallées profondes les sédiments sub-pyrénéens, assez tectoniques, et sort par le Pont de Molins en direction de la grande plaine du Haut-Ampurdan.
Près de Darnius, dans une gorge épigénique, elle traverse la pantà de Boedella.
Près de Peralada, la Muga reçoit comme affluent le Llobregat d'Empordà, qui dispose d'un plus grand débit et, depuis Vilanova de la Muga, le Manol.
Elle se jette dans le golfe de Rosas, sur le territoire de la commune de Castelló d'Empúries, entre les marais de l'Ampurdan et Empuriabrava, après 58 km de cours.
Les terrassements en ont détruit l'ancien estuaire et le degré médiéval, dit le degré de la Muga, au nord de l'actuelle embouchure de la Mugueta, l'ancien bras du fleuve.

### Localités
- Albanyà, Sant Llorenç de la Muga, Boadella d'Empordà, Les Escaules, Pont de Molins, Cabanes, Vilanova de la Muga, Castelló d'Empúries, Empuriabrava

## Affluents principaux

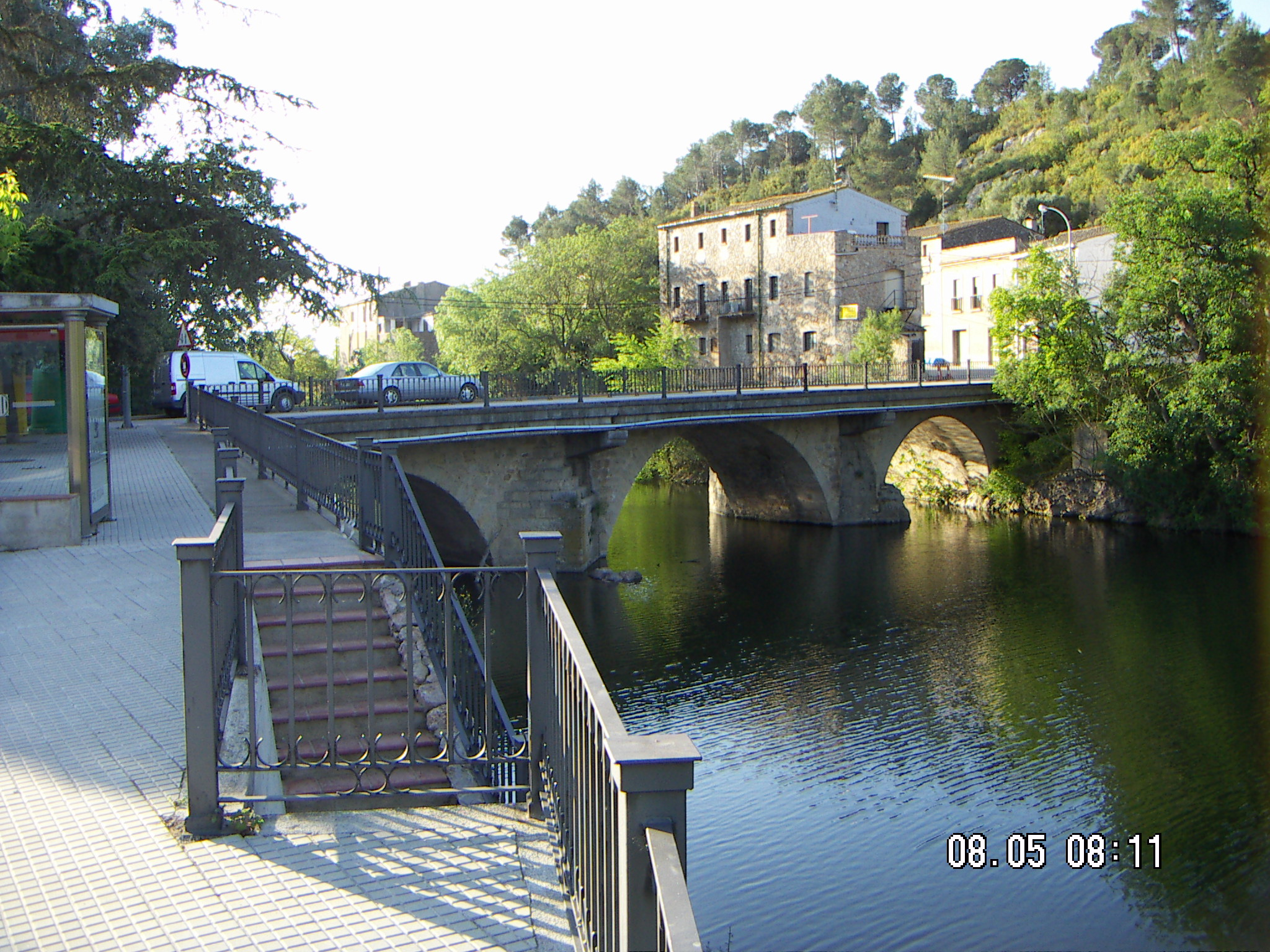
La Muga à Pont de Mollins

- L'Àlguema
- L'Anyet
- L'Arnera
- Le Llobregat d'Empordà
- Le Manol
- L'Orlina
- Le Ricardell

## Hydrologie
Son débit moyen mesuré par l'Agence catalane de l'eau est de 3,34 m3/s, essentiellement d'origine pluviale.
En octobre 1940, il provoqua une terrible inondation dans la plaine haut-ampurdanaise.

## Écosystème
En ce qui concerne la diversité biologique, c'est un fleuve particulièrement vivant : les espèces typiques des cours d'eau catalans le peuplent : barbeaux, truites, écrevisses (actuellement dominées par celles d'Amérique, l'espèce locale a presque disparu), anguilles, serpents d'eau, salamandres, crapauds, grenouilles… À l'embouchure, on trouve également des mulets et des bars. Les zones humides autour de son embouchure sont protégées par le parc naturel des Aiguamolls.
Les rives sont aussi bordées par la végétation des berges : aulnes, peupliers…

## Référence littéraire
Le poète ampurdanais Carles Fages de Climent utilisa le pseudonyme lo Gayter de la Muga pour dissimuler ses épigrammes, souvent satiriques sur les personnalités connues de la comarque.